# Кавасаки, Одри
Одри Кавасаки (англ. Audrey Kawasaki) — американская художница японского происхождения.

## Биография
Родилась 31 марта 1982 года в Лос-Анджелесе в семье этнических японцев. Училась Одри в японской школе, с детства читала мангу, смотрела японское ТВ шоу и слушала японскую поп-музыку. Свободно владеет японским языком. Два года училась живописи в Институте Пратта в Нью-Йорке. Сейчас живёт и работает в Бруклине в Нью-Йорке.
На творчество Одри Кавасаки большое влияние оказала манга, отсюда в её работах девушки с большими глазами, а также комиксы и модерн. Свои работы она создаёт на дереве. Техника письма темперой по деревянным плитам придает её работам теплоту и глубину. Её резкие графические изображения в сочетании с природной фактурой древесины вызывают тревогу и загадочность. Все работы Одри Кавасаки пропитаны духом модерна и лёгким эротизмом. Образы невинны, но в то же время очень соблазнительны. Точность рисунка и мягкие колористические решения также характеризуют творчество Одри Кавасаки.